# Union-Werke
Die ehemaligen Union-Werke im Ursprungsstadtteil des heutigen Radebeul waren bis zum Zweiten Weltkrieg eines der bedeutendsten Unternehmen der sächsischen Verpackungs- und Werbemittelindustrie.

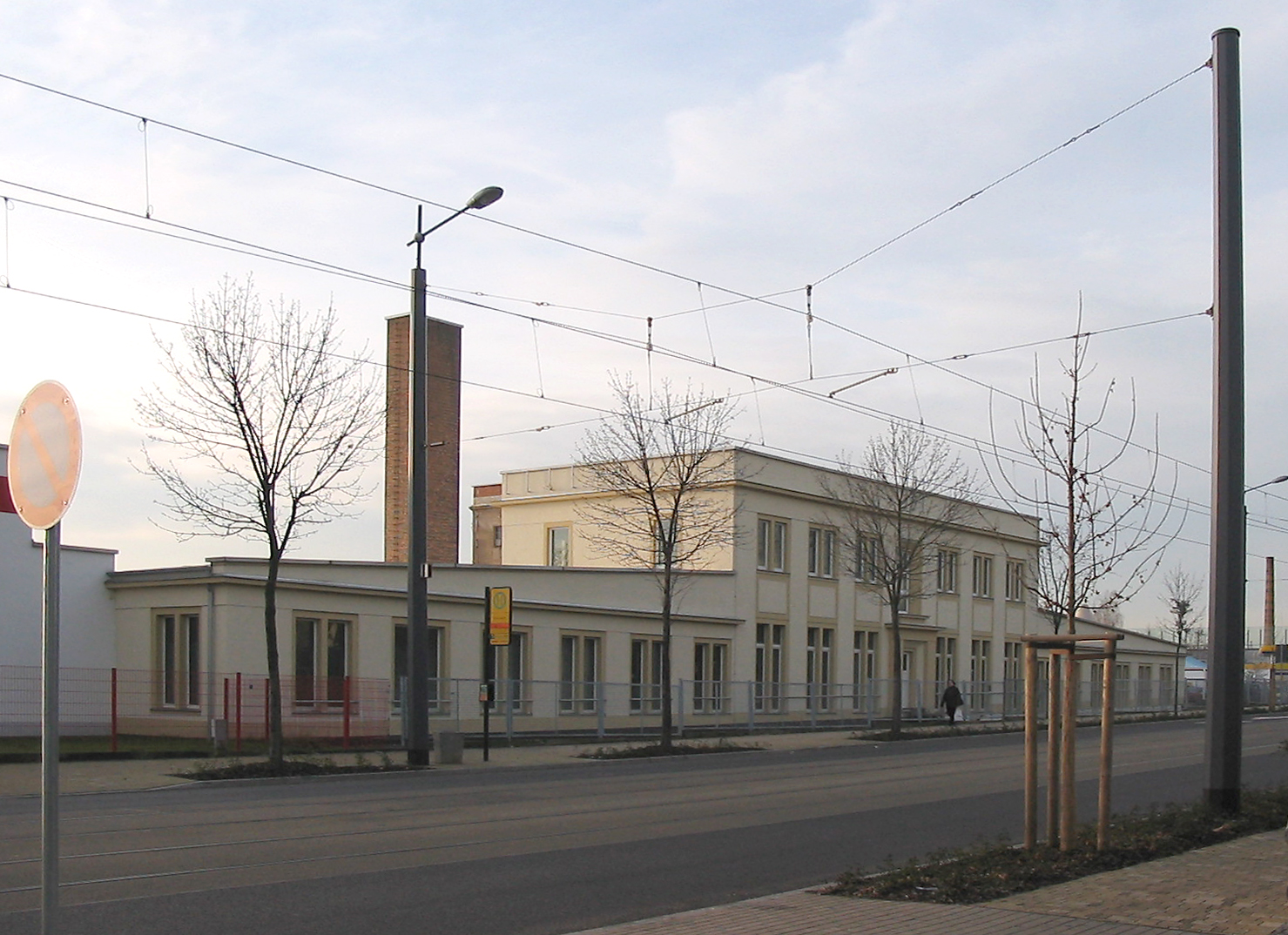
Ein stehengebliebenes Gebäude der Union-Werke von 1927, in dem sich das Emaillierwerk befand (Meißner Straße 3)

## Geschichte

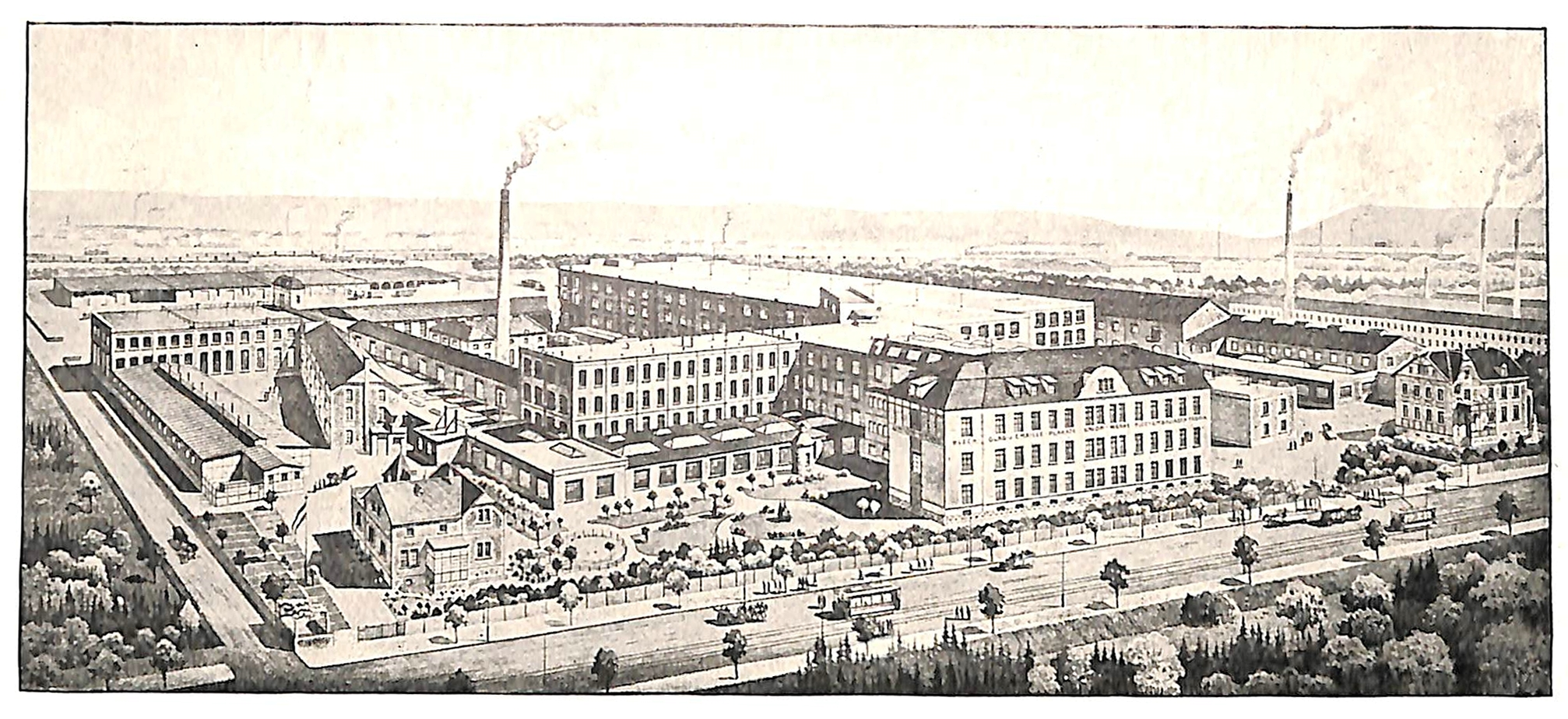
(fiktive) Ansicht der Union Werke für Papier-, Glas- und Metallplakate und Emailschilder (1913)

1887 wurde im Radebeuler Fabrikbezirk an der Grenze zu Dresden unter der Adresse Meißner Straße 1–15 die „Metallplakate-Fabrik und Prägeanstalt Saupe & Busch“ gegründet, die als Verpackungshersteller bis zur damaligen Jahrhundertwende kontinuierlich wuchs. 1890 erhielt das Werk einen eigenen Eisenbahnanschluss vom Bahnhof Radebeul Ost aus. 1898 wurde das Produktprogramm zusätzlich zu den metallenen Prägeplakaten und Werbetafeln um Blech-Emballagen erweitert. Die Belegschaft wuchs von 60 Mitarbeitern 1895 auf über 300 Mitarbeiter im Jahr 1905.

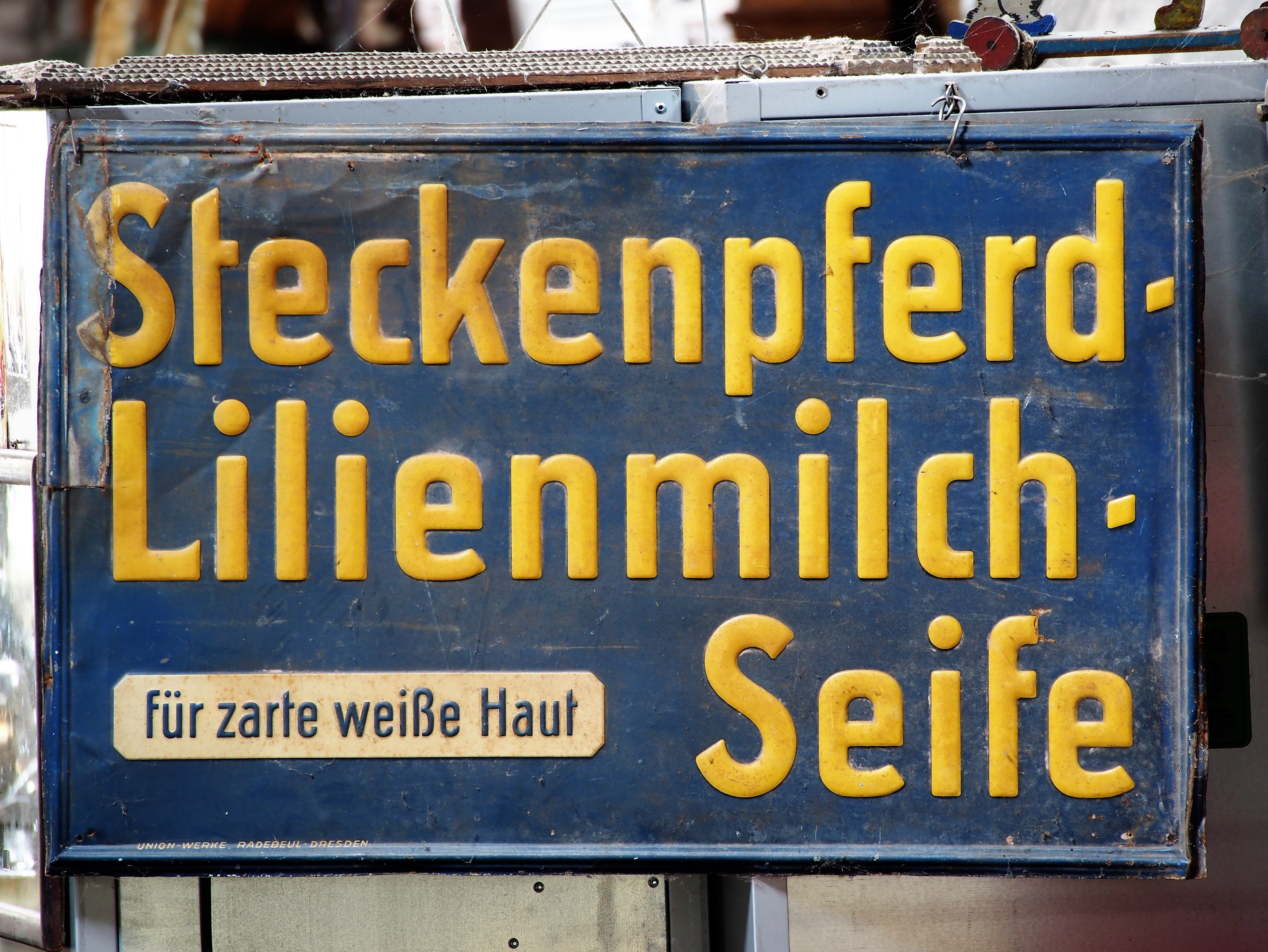
Typisches Produkt der Unionwerke: Emailschild für die nahegelegene Feinseifen- und Parfümfabrik Bergmann & Co.

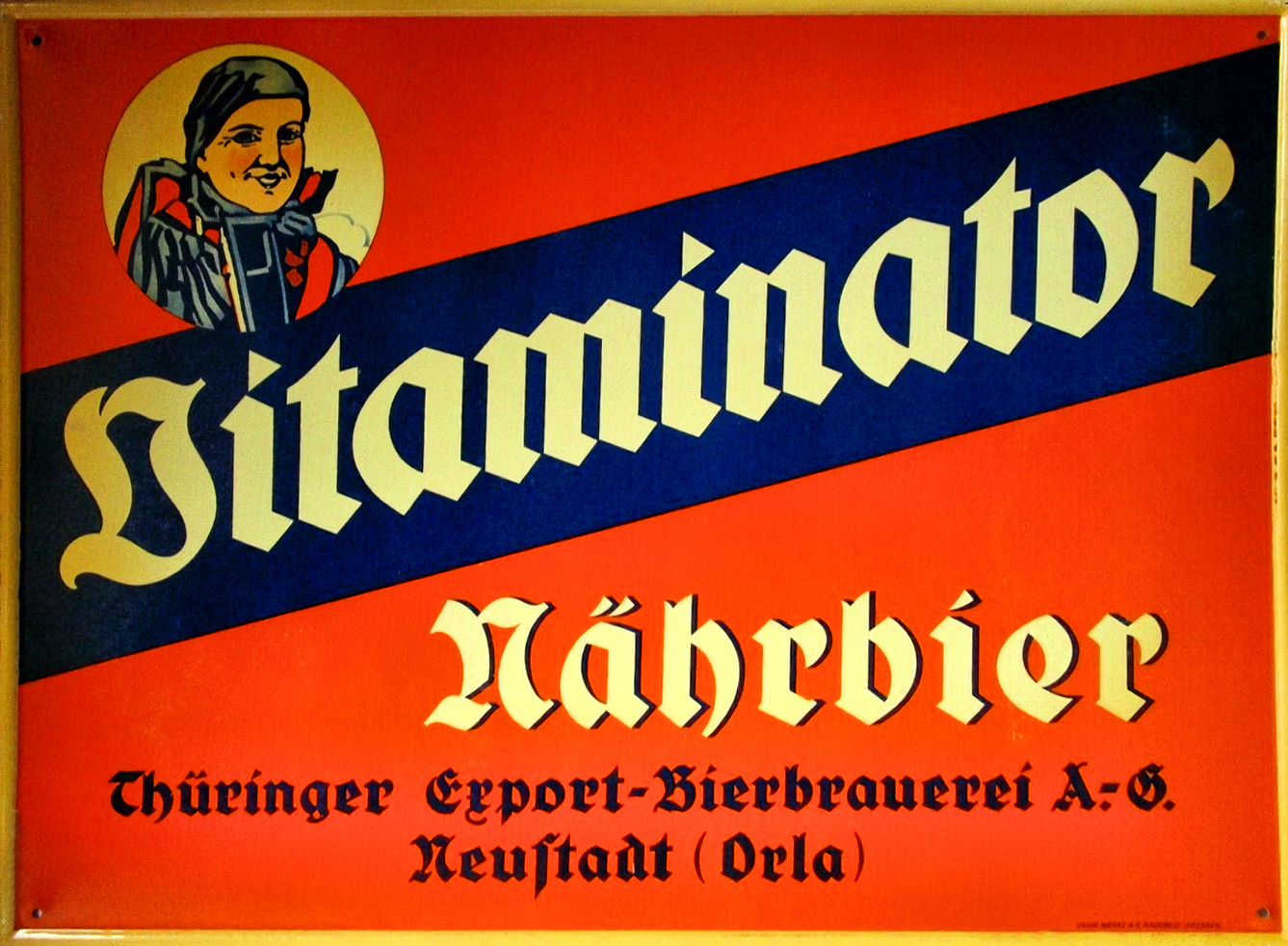
Nährbier Vitaminator der Thüringer Export-Brauerei

Aktie über 200 RM der Union-Werke AG vom Mai 1933

1907 wurde die Firma, nach dem Bankrott ihres Besitzers Richard Busch (1864–1944), des Vaters der Schriftstellerin Gertrud Busch, durch die zu diesem Zweck neugegründete Union-Werke GmbH Metallplakate- und Blechemballagen-Fabrik aufgenommen. Bis 1913 wuchsen die Union-Werke auf über 1.000 Beschäftigte und damit zum zweitgrößten Arbeitgeber der Region an. Am 28. November 1917, mit Wirkung ab 1. Oktober 1917, wurde die Rechtsform von der Gesellschaft mit beschränkter Haftung zur Aktiengesellschaft umgewandelt. Geschäftszweck des Unternehmens waren „Produktion von Reklameplakaten und Schildern in Metalldruck, Emaille und Pressstoff, von Blechdosen und Metallmassenartikeln sowie von Haushaltartikeln und Gebrauchsgegenständen in einfacher und künstlerischer Ausführung“.
Das Produktionsprogramm in der ersten Hälfte des 20. Jahrhunderts bestand aus Blechverpackungen für kosmetische und pharmazeutische Produkte ebenso wie für Süß- und Tabakwaren, Schildern (auch Verkehrs- und Straßenschilder) sowie Plakaten und Werbetafeln unter anderem für mehr als 35 Brauereien aus ganz Deutschland. Die Mitarbeiterzahlen der 1920er und 1930er Jahre schwankten entsprechend den jeweiligen Auftragslagen zwischen 400 und 800 Mitarbeitern.

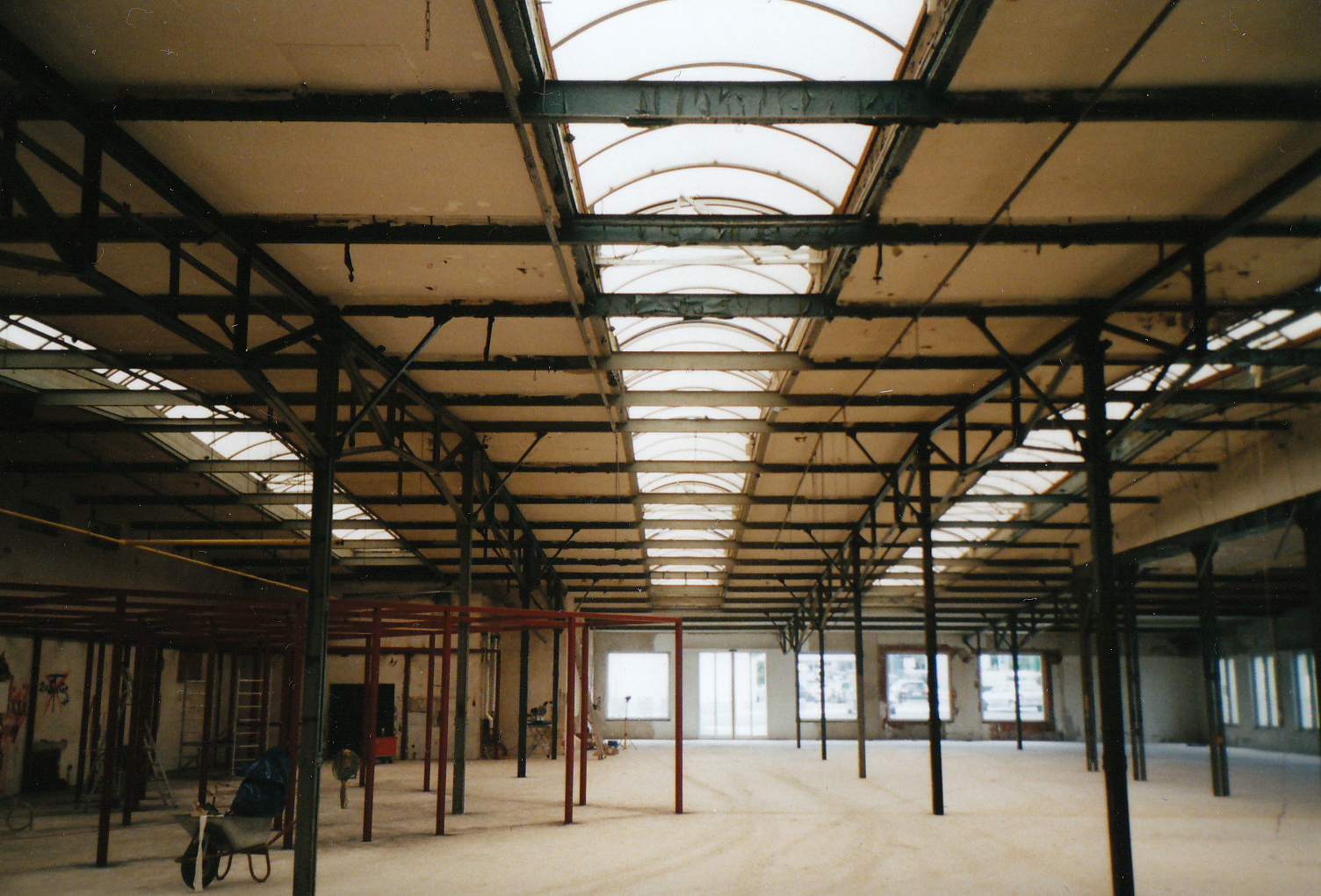
Werkhalle während der Sanierung 2008

Die überbaute Betriebsfläche betrug etwa einen Hektar. Die Union-Werke nahmen fast vollständig den kleinen Teil Radebeuls ein, der östlich der Bundesautobahn 4 liegt. Da das Betriebsgelände durch den Bau der Reichsautobahn 1938 vom Rest Radebeuls abgetrennt worden wäre, entschied man sich für eine Brückenlösung im Bereich der zusammenhängenden Gewerbeflächen. Der nach dem Unternehmen Unionbrücke genannte Hochbau wurde zwischen 1997 und 2000 im Zuge des Autobahnausbaus neuerrichtet.
In der Zeit des Zweiten Weltkriegs unterhielt die „Sächsische Blechwarenfabrik Radebeul, Zweigbetrieb der I. A. Schmalbach Blechwarenwerke AG Braunschweig“ auf dem Gelände das „Zwangsarbeitslager Radebeul, Meißner Straße Nr. 3“, bestehend aus „1 Baracke, belegt mit 60 Ukrainerinnen und 3 Polinnen“, die als Zwangsarbeiterinnen eingesetzt wurden.
Nach 1945 wurde die Gesellschaft enteignet, weitgehend demontiert und dann als Volkseigener Betrieb Union-Emballagen- und Emaillierwerk bis Mitte der 1950er Jahre, bis 1972 als Emailleguß Radebeul beziehungsweise Werkzeugfabrik Radebeul weitergeführt. Der VEB Werkzeugfabrik Radebeul wurde in das Werkzeugkombinat Schmalkalden (Markenname Smalcalda) eingegliedert. Die meisten Betriebsgebäude wurden ab 1948 fremdgenutzt beziehungsweise als Lagerräume der Handelsorganisation HO und der Volkssolidarität verwendet. Ab 1990 mussten die Räumlichkeiten teilweise abgerissen werden. In der Nr. 3 direkt an der Meißner Straße befand sich eine Zeitlang ein Autohändler.
Ein neuer Nutzer, ein Autohaus, ließ 2008 die Werkhalle mit Stahlkonstruktion von 1927 sanieren, Einbauten früherer Firmen wurden dabei entfernt.